# Independence Day: Resurgence
Independence Day: Resurgence (Brasil: Independence Day: O Ressurgimento; Portugal/PALOP: O Dia da Independência: Nova Ameaça) é um filme estadunidense de 2016 dos gêneros ação e ficção científica, co-escrito e dirigido por Roland Emmerich, sendo a sequência do filme Independence Day de 1996. É estrelado por um elenco composto por Liam Hemsworth, Jeff Goldblum, Bill Pullman, Maika Monroe, Travis Tope, William Fichtner, Charlotte Gainsbourg e Judd Hirsch. É ambientado vinte anos após os acontecimentos do primeiro filme, durante os quais as Nações Unidas colaboraram para formar a Earth Space Defense, uma organização internacional de defesa e pesquisa militar; através da engenharia reversa, o mundo fundiu o poder da tecnologia alienígena com o da humanidade e lançou as bases para resistir a uma segunda invasão.
Os planos para uma sequência de Independence Day começaram já em 2001, com a 20th Century Fox finalmente dando sinal verde ao projeto em 2014. A fotografia principal começou em abril de 2015 em locações principalmente no Novo México, mas também em Bonneville Salt Flats, em Utah, que também foram utilizadas para as filmagens do filme original. Foi um dos projetos finais de Robert Loggia antes de morrer, a qual o filme dedicou em sua memória conforme os créditos finais.
O filme foi lançado pela 20th Century Fox nos Estados Unidos em 24 de junho de 2016 em 2D, 3D e IMAX 3D. Resurgence foi recebido com críticas negativas e foi considerado uma decepção comercial, arrecadando US$ 389,7 milhões em todo o mundo nas bilheterias contra seu orçamento de US$ 165 milhões.

## Sinopse
O filme retrata uma tragédia global em uma escala que não se pode imaginar. As civilizações da Terra colaboram em um imenso programa de defesa que protege o planeta dos alienígenas. Mas ninguém está preparado para o domínio avançado dos alienígenas. Só homens e mulheres valentes e ingênuos podem trazer o planeta de volta de uma nova extinção.

## Elenco
- Liam Hemsworth como Tenente Jake Morrison, um piloto americano servindo no Defesa Espacial da Terra (ESD). Órfão após seus pais morrerem nos ataques de 1996, mais tarde se juntou aos militares para se tornar um de seus melhores pilotos de caça.
- Jeff Goldblum como David Levinson, um cientista e especialista em computadores herói da Guerra de 1996, e Diretor do ESD.
- Bill Pullman como Thomas J . Whitmore, o 42° presidente dos Estados Unidos que liderou o ataque vitorioso da Guerra de 1996, e permanece figura aclamada.
- Jessie Usher como Capitão Dylan Dubrow-Hiller, um piloto da ESD que é enteado do herói de guerra já falecido Steven Hiller (Will Smith no filme anterior) e Jasmine Dubrow.
- Maika Monroe como Patricia Whitmore, a filha do ex-presidente que atualmente trabalha na Casa Branca e é noiva de Jake.
- Sela Ward como Presidente Elizabeth Lanford, a 45a presidente dos Estados Unidos, e primeira mulher no cargo.
- Travis Tope como Charlie, um piloto da ESD que é melhor amigo de Jake.
- Judd Hirsch como Julius Levinson, pai de David.
- Robert Loggia como General William Grey, militar aposentado que sucedeu Whitmore como Presidente. Foi o último filme de Loggia antes deste falecer em 2015.
- Vivica A. Fox como Jasmine Dubrow-Hiller, a viúva do ex-herói de guerra Steven Hiller e ex-dançarina exótica que agora está trabalhando em um hospital.
- Brent Spiner como Dr. Brakish Okun, o cientista ex-encarregado da investigação na Área 51 que desperta de um coma de 20 anos.
- Angelababy como Tenente Rain Lao, uma piloto chinesa da ESD.
- Charlotte Gainsbourg como Dra. Catherine Marceaux, uma cientista que trabalha com Levinson na ESD e investiga vítimas de contato com os extraterrestres.
- William Fichtner como Joshua Adams, um general dos EUA servindo no ESD e membro do gabinete presidencial.
- Chin Han como Jing Lao, líder da base lunar da ESD e tio de Rain.
- Nicolas Wright como Floyd Rosenberg, um contador designado a acompanhar Levinson na África.
- DeObia Oparei como Dikembe Ubuntu, um chefe militar congolês que lidera um grupo de resistência contra os alienígenas na África.
- Gbenga Akinnagbe como Agente Travis, um funcionário do Serviço Secreto dos Estados Unidos.
- Joey King como Sam, uma adolescente que encontra Julius na Costa Leste.
- Jenna Purdy como a voz de Esfera.

## Produção

### Desenvolvimento
A possibilidade de realização de uma sequência para Independence Day começou a ser discutida já em 2001, com o produtor e escritor do filme, Dean Devlin, afirmando certa vez que a reação do mundo aos Ataques de 11 de setembro o influenciou a considerar fortemente fazer uma continuação para o filme. Devlin começou a escrever um esboço para um roteiro com Emmerich, mas em maio de 2004, durante o lançamento de O Dia Depois de Amanhã, Emmerich disse que ele e Devlin tentaram "descobrir uma maneira de como continuar a história", mas que isso não funcionou e a dupla abandonou a ideia. Em outubro de 2009, Emmerich disse que mais uma vez tinha planos para uma sequência e desde então considerou a ideia de fazer duas sequências para formar uma trilogia. Em 24 de junho de 2011, Devlin confirmou que ele e Emmerich encontraram uma ideia para as sequências e escreveram um tratamento para as mesmas. Em outubro de 2011, no entanto, as discussões para o retorno de Will Smith foram interrompidas, devido à recusa da Fox em fornecer um cachê de US$ 50 milhões exigido por Smith para as duas sequências. Emmerich, no entanto, garantiu que os filmes seriam filmados simultaneamente, independentemente do envolvimento de Smith. Em julho de 2012, Devlin reiterou que a sequência de Independence Day ainda estava em desenvolvimento e que o filme aconteceria em 2012, dezesseis anos após os eventos do filme original.
Em março de 2013, Emmerich afirmou que os títulos dos novos filmes seriam "ID: Forever – Part I" e "ID: Forever – Part II". Os filmes seriam ambientados vinte anos depois do primeiro filme, quando reforços da espécie alienígena do filme original chegam à Terra após finalmente receberem um pedido de socorro. Os novos filmes teriam como foco a próxima geração de heróis, incluindo o enteado do personagem de Smith no filme original. Em maio de 2013, Emmerich e Devlin mencionaram que buracos de minhoca seriam usados como dispositivo de trama em "ID: Forever". No mês seguinte, Devlin e Emmerich trouxeram James Vanderbilt, colaborador deste último em White House Down (2013), para revisar seu rascunho anterior. Em fevereiro de 2014, Vanderbilt havia escrito duas variações do roteiro: uma apresentando o personagem de Smith no papel principal e outra com Smith completamente cortado. Em 29 de maio de 2014, foi anunciado que o roteiro da primeira sequência escrita por Emmerich e Devlin seria reescrito por Carter Blanchard. O roteiro foi entregue à Fox junto com vinte tomadas de pré-visualização produzidas pelo supervisor de efeitos Volker Engel, um colaborador de longa data de Emmerich. Em 26 de novembro de 2014, o Deadline confirmou que a Fox havia dado luz verde para a realização de um filme único e que eles estavam em negociações com Emmerich para dirigir o filme, enquanto o elenco estaria pronto para iniciar as filmagens após a confirmação do diretor. A dupla de roteiristas James A. Woods e Nicolas Wright, que estavam trabalhando com Emmerich em um remake de Stargate ao mesmo tempo, escreveram o rascunho final do roteiro que resultou na obtenção oficial do sinal verde para o filme. O título oficial, Independence Day: Resurgence, foi anunciado em 22 de junho de 2015; "Returns", "Retaliation", "Rises" e "Requiem" também foram considerados junto com o título antes da decisão final "Resurgence". Emmerich explicou que na sequência, os invasores alienígenas que foram comparados no original a gafanhotos "são mais parecidos com abelhas", com mentalidade de colmeia e interessados apenas em se multiplicar e "quando eles chegam é mais como um desastre natural do que uma invasão".

### Filmagens

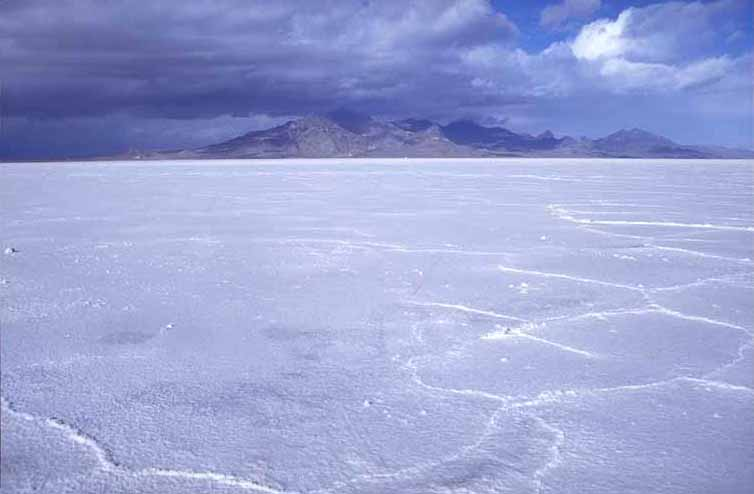
A cena da batalha final contra os alienígenas foi rodada no Bonneville Salt Flats, no estado americano de Utah, onde partes do filme original também foram filmadas.

As filmagens começaram em 20 de abril de 2015 e terminaram em 22 de agosto de 2015. As filmagens de cenas adicionais também ocorreram no início de 2016 em Los Angeles. Algumas cenas também foram filmadas em West Wendover (Nevada), Londres, no Burj Khalifa em Dubai e no Marina Bay Sands de Cingapura. Devido à disponibilidade de filmagens regionais, os produtores decidiram rodar o filme em grande parte no estado americando do Novo México. Além disso, o estado ofereceu um crédito tributário de 25% para o filme. No entanto, embora as filmagens tenham ocorrido na zona rural do Novo México e mais ao norte, na divisa de Utah e Nevada, a maior parte das filmagens foram feitas em um estúdio chamado Albuquerque Studios. O filme foi rodado em resolução 6K com câmeras Red Epic Dragon e lentes anamórficas Hawk, sendo posteriormente convertido de estéreo para 3D.
Emmerich decidiu retornar para Bonneville Salt Flats, em Utah, pelo qual ele disse ter se apaixonado enquanto procurava um local único para filmar o primeiro filme. No entanto, surgiram problemas porque Emmerich ficou um pouco decepcionado com a natureza e a cor da área. Isso porque, antes da chegada da produção, ocorreu um vendaval no entorno da área, que jogou muita sujeira de sal nos equipamentos e deu ao local um tom mais bege.
Os cineastas abstiveram-se de filmar na Índia ou de retratar quaisquer monumentos indianos proeminentes como danificados para evitar potenciais protestos e ações legais de grupos religiosos e ativistas indianos. Originalmente, partes de Dubai foram planejadas para cair sobre Paris na cena que mostrava a nave-mãe destruindo a Europa enquanto usava monumentos asiáticos puxados por sua atração gravitacional. No entanto, após os ataques de Paris em novembro de 2015, os cineastas reconsideraram e, em vez disso, fizeram com que os marcos de Dubai caíssem sobre Londres. Emmerich disse: "Depois dos ataques, achamos que não era certo que o Burj Khalifa caísse na Torre Eiffel, então o jogamos no London Eye. Achamos que os ingleses poderiam tolerar isso".

### Efeitos visuais e design
Assim como o filme original, Resurgence teve seus efeitos visuais liderados pelo supervisor Volker Engel e pelo produtor Marc Weigert da empresa Uncharted Territory, LLC. Assim como ocorreu em White House Down, o sistema de rastreamento de câmera Ncam foi usado no set para fornecer prévias da animação ao elenco e à equipe e coletar dados para as empresas de efeitos. Embora o filme original dependesse muito de miniaturas e Engel as quisesse em pelo menos uma cena, os efeitos foram em sua maioria gerados por computador "o que representava muito menos da metade do orçamento". A Uncharted Territory, além de coordenar os esforços gerais de quinze casas de efeitos, foi a empresa líder com 268 tomadas, criadas em estreita colaboração com o departamento de arte do filme. A empresa de efeitos visuais Scanline VFX foi a primeira fornecedora contratada para os trabalhos, ficando responsável pela cena do pouso da nave-mãe, que incluiu a criação de modelos detalhados de Londres e Cingapura a partir de milhares de fotografias de referência e até mesmo varreduras Lidar para destruir de forma realista ambas as cidades. A Weta Digital foi a principal responsável pelo design dos alienígenas e pela execução da cena climática da batalha.

## Trilha sonora
A trilha sonora original do filme foi composta por Thomas Wander e Harald Kloser. A trilha sonora também contém a faixa "Electric U", interpretada por Kid Bloom e "Bang Bang (My Baby Shot Me Down)", interpretada por Annie Trousseau. A trilha sonora foi lançada em 17 de junho de 2016 pelas gravadoras Sony Classical e Fox Music. Grande parte dos temas e estilos de David Arnold, que trabalhou na trilha sonora do filme original, foram mantidos.

Todas as músicas compostas por Thomas Wander e Harald Kloser, exceto "Electric U" e "Bang Bang (My Baby Shot Me Down)".
| N.º            | Título                                                            | Duração |  |
| 1.             | "Traveling Through Space"                                         | 1:26    |  |
| 2.             | "Great Speech"                                                    | 1:37    |  |
| 3.             | "Hostile Territory"                                               | 1:23    |  |
| 4.             | "How Did They Get the Lights On?"                                 | 1:13    |  |
| 5.             | "Inside the African Ship"                                         | 1:22    |  |
| 6.             | "More Stimulation"                                                | 1:50    |  |
| 7.             | "Fear"                                                            | 2:06    |  |
| 8.             | "The Friendly Spaceship"                                          | 3:18    |  |
| 9.             | "The Only Family I Got"                                           | 1:01    |  |
| 10.            | "Welcome to the Moon"                                             | 1:17    |  |
| 11.            | "What Goes Up"                                                    | 2:11    |  |
| 12.            | "It's Getting Real"                                               | 3:06    |  |
| 13.            | "Flying Inside"                                                   | 2:00    |  |
| 14.            | "It's a Trap"                                                     | 2:36    |  |
| 15.            | "Worth Fighting For"                                              | 1:12    |  |
| 16.            | "The Sphere"                                                      | 3:37    |  |
| 17.            | "The Queen is Leaving"                                            | 1:09    |  |
| 18.            | "Whitmore's Choice"                                               | 1:59    |  |
| 19.            | "Humanity's Last Stand"                                           | 1:10    |  |
| 20.            | "Bus Chase"                                                       | 3:08    |  |
| 21.            | "We are Rich"                                                     | 1:05    |  |
| 22.            | "Independence Day: Resurgence Finale"                             | 3:14    |  |
| 23.            | "ID4 Reprise" (composed by David Arnold)                          | 2:27    |  |
| 24.            | "Electric U" (performed by Kid Bloom)                             | 2:50    |  |
| 25.            | "Bang Bang (My Baby Shot Me Down)" (performed by Annie Trousseau) | 2:57    |  |
| Duração total: | Duração total:                                                    | 51:14   |  |

## Campanha de marketing

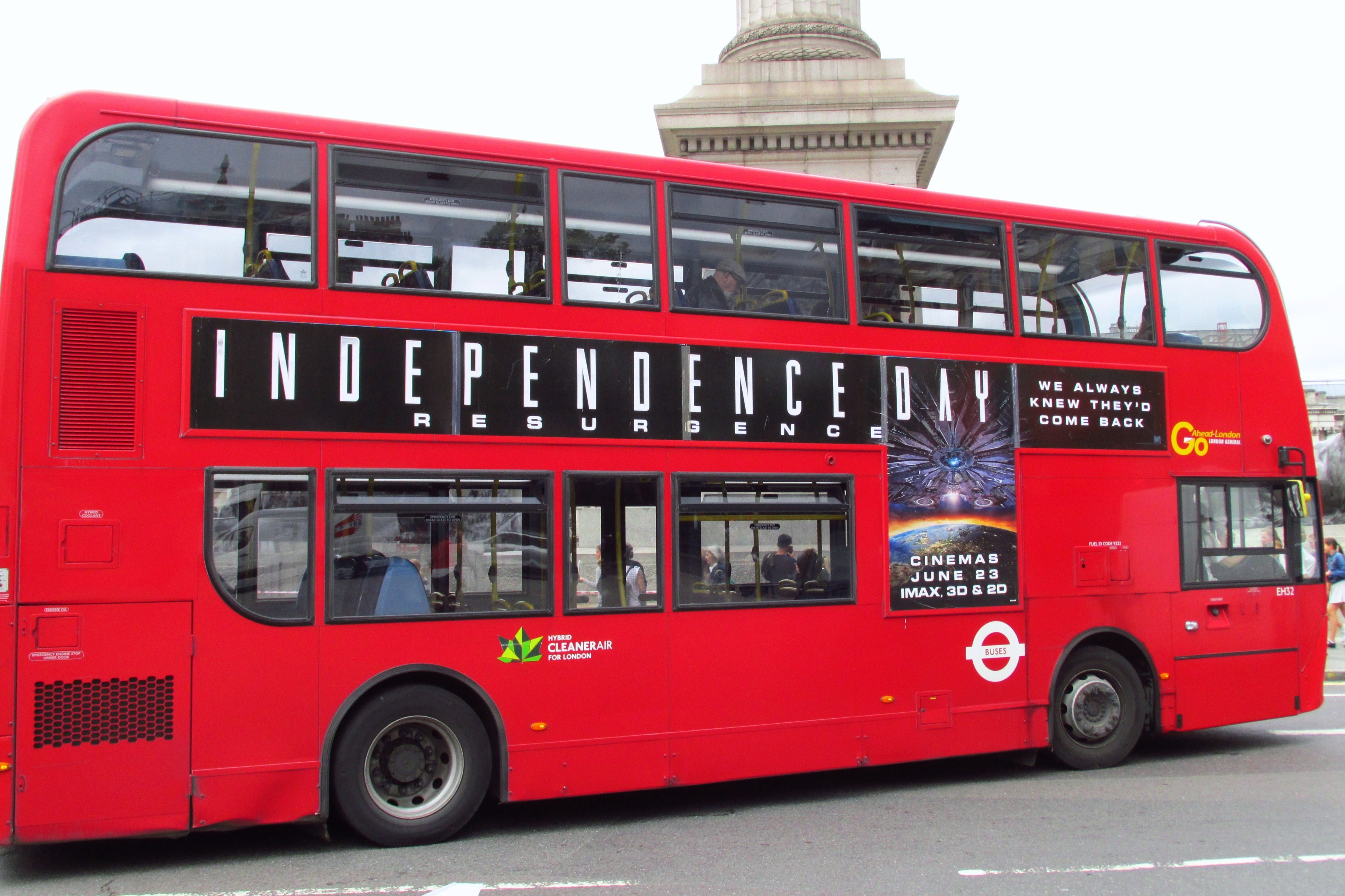
Um anúncio do filme em um ônibus de dois andares em Londres.

Em 13 de dezembro de 2015, o primeiro trailer foi lançado pela 20th Century Fox. Um teaser de TV para o filme foi exibido durante o intervalo comercial do Super Bowl 50 em 7 de fevereiro de 2016. Um reclame do Exército dos Estados Unidos foi ao ar promovendo o filme apresentando-se como um comercial da ESD, a facção militar fictícia do filme dedicada a defender a Terra contra qualquer nova invasão alienígena.
Em junho de 2016, a divisão britânica da Fox colaborou com o Manchester United para um comercial com Jeff Goldblum e Angelababy, e os futebolistas Chris Smalling, Daley Blind, Ashley Young, Juan Mata e o capitão Wayne Rooney (todos do United) atuando como pilotos de caça.
No Japão, a 20th Century Fox colaborou com a Sunrise para promoção cruzada do filme com a light novel Gundam Unicorn. Um dos pôsteres do filme tem a Estátua da Liberdade substituída pelo RX-0 Unicorn Gundam visando a nave-mãe alienígena, enquanto um comercial de TV apresenta comentários dos personagens Banagher Links e Full Frontal.

## Lançamento

### Teatral

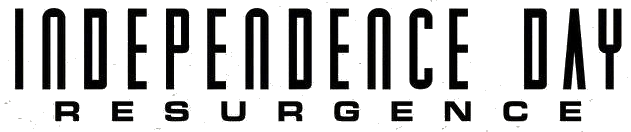
Logotipo promocional do filme

Independence Day: Resurgence estreou no TCL Chinese Theatre em Los Angeles em 20 de junho de 2016. O filme seria originalmente lançado em 3 de julho de 2015 mas em 12 de novembro de 2013, foi anunciado que a sequência havia sido adiada para 2016. Em 14 de outubro de 2014, a Fox agendou a data de lançamento para 24 de junho de 2016. Foi disponibilizado nos cinemas em 3D, IMAX 3D e grandes formatos premium.

### Mídia doméstica
O longa foi lançado em Digital HD em 27 de setembro de 2016 e em Blu-ray convencional e 3D, e DVD em 18 de outubro de 2016 pela 20th Century Fox Home Entertainment. O filme liderou as paradas de vendas de discos Blu-ray por algum tempo.

## Recepção

### Desempenho comercial
Independence Day: Resurgence não conseguiu repetir o sucesso de seu antecessor, que arrecadou US$ 817,4 milhões em todo o mundo em 1996. Não passou nem perto de ser uma das maiores bilheterias de 2016 nem mesmo em seu mês de lançamento, principalmente devido à competição com Finding Dory (que se tornou a maior bilheteria de junho). O filme também não conseguiu obter muito apoio da China (o segundo maior mercado cinematográfico do mundo) já que os cinéfilos reclamaram do pouco tempo de tela que havia para a atriz chinesa Angelababy. Outro fator que contribuiu com o seu fracasso foi o fato do filme ter sido lançado no meio de um movimento chamado "sequelites", nas quais inúmeras sequências cinematográficas de filmes importantes tiveram desempenho inferior em relação aos seus filmes originais. O filme arrecadou US$ 103,1 milhões nos Estados Unidos e Canadá e US$ 286,5 milhões em outros territórios, obtendo um total mundial de US$ 389,7 milhões (53% menos que o primeiro filme), contra um orçamento de US$ 165 milhões.
Nos Estados Unidos e Canadá, Resurgence foi lançado em 24 de junho de 2016 e foi projetado para arrecadar US$ 45-65 milhões em seu fim de semana de estreia. Estreou em 4.130 cinemas, incluindo 3.242 locais em 3D, 386 em cinemas IMAX e 450 cinemas premium de grande formato. Arrecadou US$ 4 milhões em prévias de quinta-feira à noite em 3.200 cinemas e US$ 16,8 milhões em seu primeiro dia (incluindo prévias), em comparação com os US$ 11,1 milhões do primeiro filme. Em seu fim de semana de estreia, o filme arrecadou US$ 41 milhões, menos que os US$ 50,2 milhões de estreia do filme original, terminando em segundo lugar nas bilheterias, atrás da animação Finding Dory, que estava em sua segunda semana de exibição. Nos IMAX, o filme arrecadou US$ 5 milhões com os números de abertura em 365 cinemas. Sua receita caiu drasticamente em sua segunda sexta-feira, ganhando US$ 4,7 milhões. Em seu segundo fim de semana, o filme caiu 59,3% em sua receita, apesar do feriado de 4 de julho, arrecadando US$ 16 milhões. Depois de ficar bem abaixo das expectativas do estúdio, o filme foi considerado "uma decepção de bilheteria" pelos analistas.
Internacionalmente, o filme se saiu melhor e foi lançado em 58 países - 73,5% de seu mercado total - onde arrecadou um total de US$ 99,5 milhões em cinco dias em 21.872 telas, ficando mais ou menos alinhado com suas projeções de abertura de US$ 100–150 milhões. Ocupou o primeiro lugar em quarenta desses mercados. Teve um desempenho excepcionalmente bom no formato IMAX, onde registrou a maior estreia internacional no formato IMAX para a Fox, com US$ 10,8 milhões em 533 cinemas, quebrando o recorde anterior de Deadpool de US$ 8,1 milhões no mesmo ano. Em seu segundo fim de semana, arrecadou US$ 39 milhões adicionais em 64 mercados em um pouco menos de 17.700 telas, uma queda de 60% em relação ao primeiro fim de semana, mas ainda mantendo o primeiro lugar. O filme liderou as bilheterias internacionais por dois fins de semana consecutivos antes de cair para o quarto lugar em seu terceiro fim de semana, atrás de Ice Age: Collision Course, Finding Dory e A Lenda de Tarzan.

### Resposta da crítica
No Rotten Tomatoes, o filme detém um índice de aprovação de 29% com base em 232 críticas e uma classificação média de 4,3/10; o consenso crítico do site diz: "É inegavelmente visualmente impressionante, mas como seu antecessor, Independence Day: Resurgence carece de peso emocional suficiente para apoiar seus riscos narrativos do fim do mundo". No Metacritic, o filme tem uma pontuação média ponderada de 32/100 com base em quarenta críticos, indicando "críticas geralmente desfavoráveis". O público entrevistado pelo CinemaScore deu ao filme uma nota média "B" em uma escala de "A+" a "F".
O crítico cinematográfico Richard Roeper deu ao filme uma estrela e meia de quatro, escrevendo: "O projeto de Resurgence exige uma cena em que os personagens tenham momentos humanos, supostamente humorísticos e/ou comoventes; uma cena em que os personagens tramam estratégias contra os alienígenas; e uma grande sequência de ação em que muitas vezes é difícil dizer a diferença entre as naves dos mocinhos e as naves dos bandidos [...]". Mike Ryan, da Uproxx, deu uma crítica negativa ao filme, dizendo: "Isso deveria ser classificado como uma diversão idiota pois é simplesmente idiota". Peter Bradshaw, do jornal britânico The Guardian, deu ao filme uma de cinco estrelas, descrevendo-o como uma "sequência de ficção científica extremamente chata". Dave Palmer do The Reel Deal deu ao filme uma nota 2/10, dizendo: "A cena final do filme é claramente uma preparação para outra sequência. Eu apenas rezo a Deus para que os alienígenas venham e nos mate antes que esse dia chegue". Ignatiy Vishnevetsky do The A. V. Club criticou o filme como um exemplo do atual modelo de negócios de Hollywood de "franquia preventiva", afirmando que "os mergulhos do filme na ópera espacial total (viagens interestelares, mais espécies alienígenas, etc.) servem apenas para 'animar' o público para um filme que ainda não existe, fazendo com que o clímax indistinto parecesse uma escaramuça". Robbie Collin do The Daily Telegraph deu 2/5 estrelas, dizendo que o filme "não mostra sinais de vida inteligente". Sandie Angulo Chen, da Common Sense Media, diz que o filme "não vai impressionar ninguém que viu o original" e pode satisfazer o público mais jovem que se preocupa com as sequências de batalha "mas no geral isso não é satisfatório numa sequência".
Dan Jolin, crítico de cinema da Empire, deu uma crítica positiva ao filme, dizendo que era "espetacular como você esperaria de uma sequência da torradeira planetária de 1996, sendo tão divertidamente cafona. Você se diverte tanto que nem sente falta de Will Smith". Guy Lodge da Variety deu uma crítica positiva ao filme, chamando-o de "uma sequência boba, mas espetacular". Lucy O'Brien do IGN deu ao filme uma nota 8/10, dizendo: "um blockbuster bobo, extravagante e cheio de espetáculo com coração, Independence Day: Resurgence é um antídoto refrescante para o sentimento sombrio e sério que temos visto tendência em filmes de ficção científica dos últimos anos. Embora seu enredo seja confuso e cheio de muitos personagens, desafio você a não sair do cinema com um sorriso sem culpa no rosto". Também avaliando o filme com uma nota 8, Jack Bottomley da revista Starburst, escreveu: "O novo filme de Emmerich é estúpido e divertido e às vezes estupidamente divertido, mas ao contrário de suas falhas de ignição em 10.000 a.C. e Godzilla, ele percebe esse fato e o abraça como uma faceta de personagem do filme, levando seu entretenimento de mastigar pipoca a níveis ridículos em termos de grande escala e diversão".
Em novembro de 2019, durante a promoção do filme Midway, o diretor Roland Emmerich expressou insatisfação pessoal com a qualidade de Independence Day: Resurgence, afirmando que "deveria ter parado" de fazer o filme, uma vez que Will Smith optou por sair da produção para filmar Esquadrão Suicida. Emmerich afirmou que seu roteiro originalmente planejado, no qual Steven Hiller (personagem de Smith do primeiro filme) estaria vivo, era "muito melhor" e que a ausência de Smith no filme o forçou a "remendar" um roteiro alternativo.

## Prêmios e indicações
O filme foi indicado pela Alliance of Women Film Journalists para o prêmio de diferença de idade mais flagrante entre o protagonista e o interesse amoroso (no caso do filme, para Charlotte Gainsbourg e Jeff Goldblum) e pior remake ou sequência que jamais deveria ter sido feita. A Houston Film Critics Society, em sua premiação de 2016, indicou o longa para o prêmio de Pior Filme. Na 37ª cerimônia do Framboesa de Ouro, o filme foi indicado para Pior filme ("perdendo" para Hillary's America: The Secret History of the Democratic Party), Pior diretor (Roland Emmerich), Pior roteiro (Nicolas Wright, James A. Woods, Dean Devlin, Roland Emmerich e James Vanderbilt), Pior atriz coadjuvante (Sela Ward) e Pior prequela, remake, spin-off ou sequência ("perdendo" para Batman v Superman: Dawn of Justice).
| Cerimônia                     | Data da cerimônia      | Categoria                                      | Recipiente(s)                                                                      | Resultado | Ref.   |
| ----------------------------- | ---------------------- | ---------------------------------------------- | ---------------------------------------------------------------------------------- | --------- | ------ |
| Jupiter Awards                | 29 de março de 2017    | Melhor Filme Internacional                     | Independence Day: Resurgence                                                       | Venceu    | [ 95 ] |
| Prêmio Saturno                | 28 de junho de 2017    | Melhor filme de ficção científica              | Independence Day: Resurgence                                                       | Indicado  | [ 96 ] |
| Teen Choice Awards            | 31 de julho de 2016    | Filme de verão favorito                        | Independence Day: Resurgence                                                       | Indicado  | [ 97 ] |
| Teen Choice Awards            | 31 de julho de 2016    | Estrela de cinema de verão favorita: masculino | Liam Hemsworth                                                                     | Indicado  | [ 97 ] |
| Visual Effects Society Awards | 7 de fevereiro de 2017 | Excelente composição em um recurso fotorreal   | "Under the Mothership" – Matthew Giampa, Daniel Lee, Adrian Sutherland e Ed Wilkie | Indicado  | [ 98 ] |

## Futuro
Em junho de 2016, durante entrevista à revista Empire, Emmerich afirmou que um terceiro filme poderia ser feito, dependendo do sucesso do segundo. Ele também disse que o público não iria esperar tanto pela segunda sequência da série. De acordo com Emmerich, o terceiro filme retrataria uma jornada intergaláctica, possivelmente ambientada um ou dois anos depois, já que ele desejaria manter o mesmo grupo de pessoas no elenco, especialmente os personagens jovens.
Em março de 2018, o LRM Online relatou que, depois de abordar o produtor Dean Devlin na WonderCon e perguntar sobre o status de um eventual terceiro filme, Devlin declarou: "Não sei. Não sei. Atualmente, não tenho planos de fazer outro". Um ano depois, Emmerich disse que assim que a The Walt Disney Company comprou a Fox, ele pensou que as chances de um terceiro filme haviam acabado, mas ainda tinha esperanças de que isso pudesse acontecer, dada a preferência da Disney por filmes de franquia.